# Phrudocentra inquilina
Phrudocentra inquilina är en fjärilsart som beskrevs av Paul Dognin 1911. Phrudocentra inquilina ingår i släktet Phrudocentra och familjen mätare. Inga underarter finns listade i Catalogue of Life.